# 脆节仙人掌
脆节仙人掌也叫朝日团扇，是仙人掌科仙人掌属的一个种，原产美国和加拿大，是分布最北的仙人掌之一。

## 图片

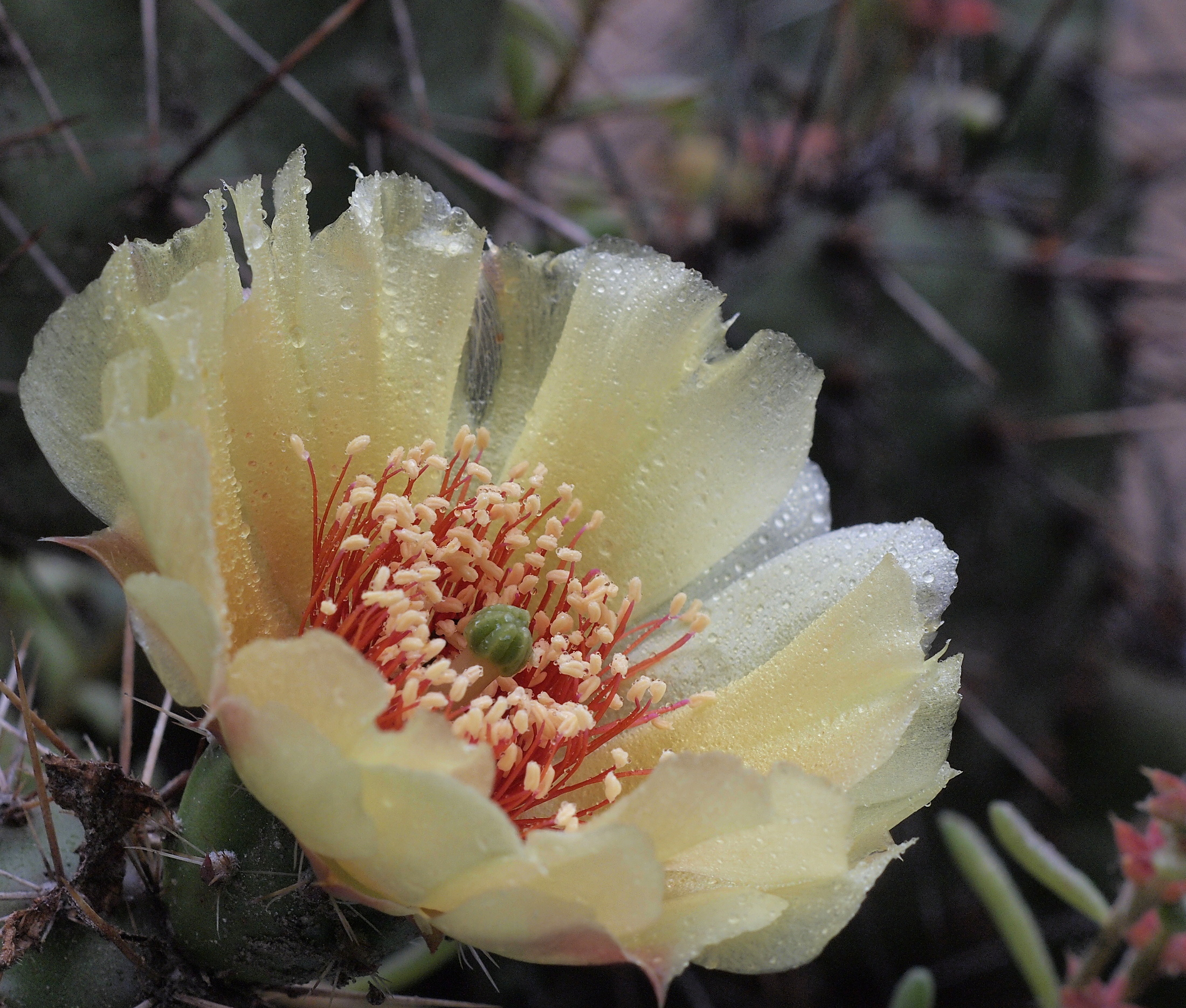
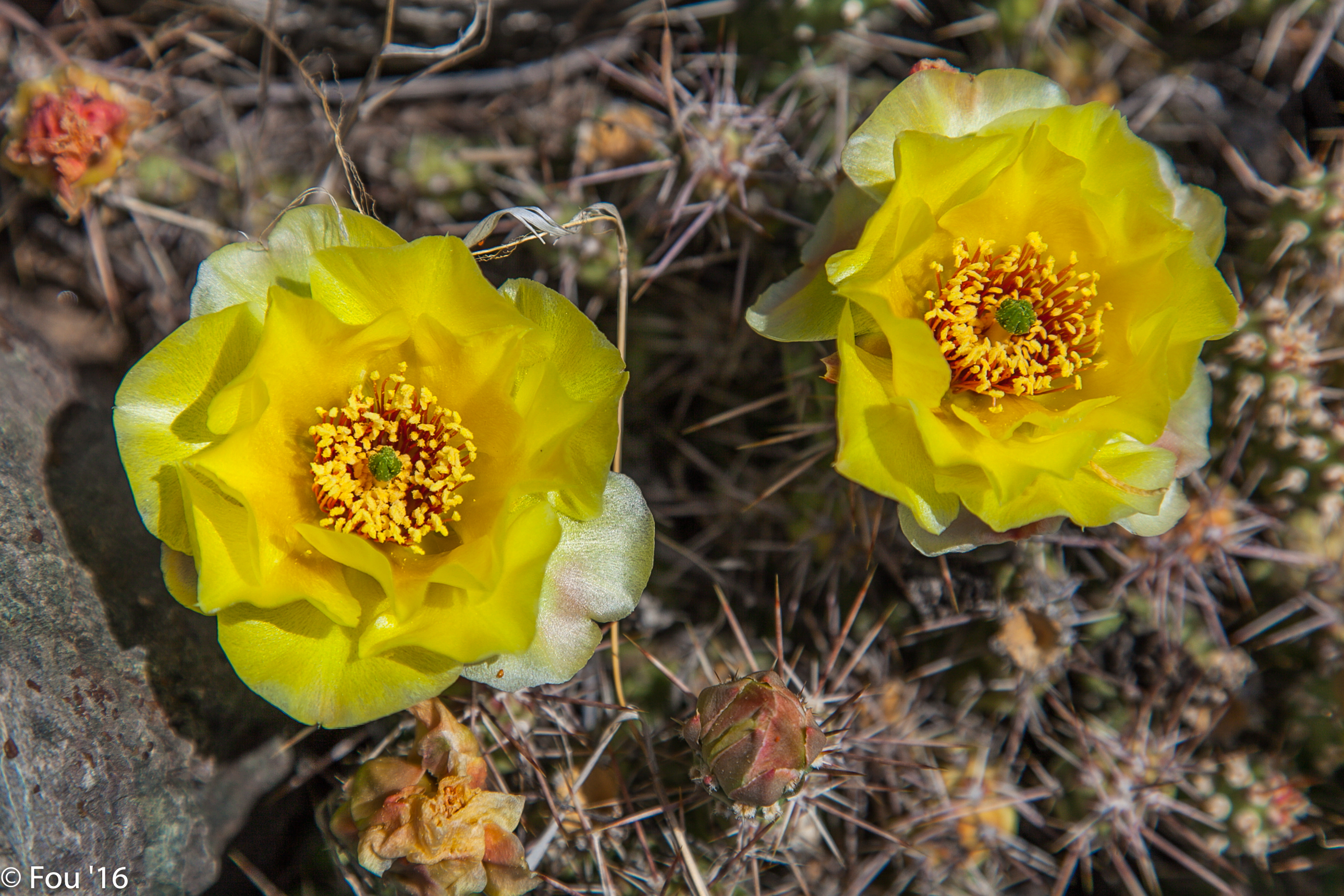
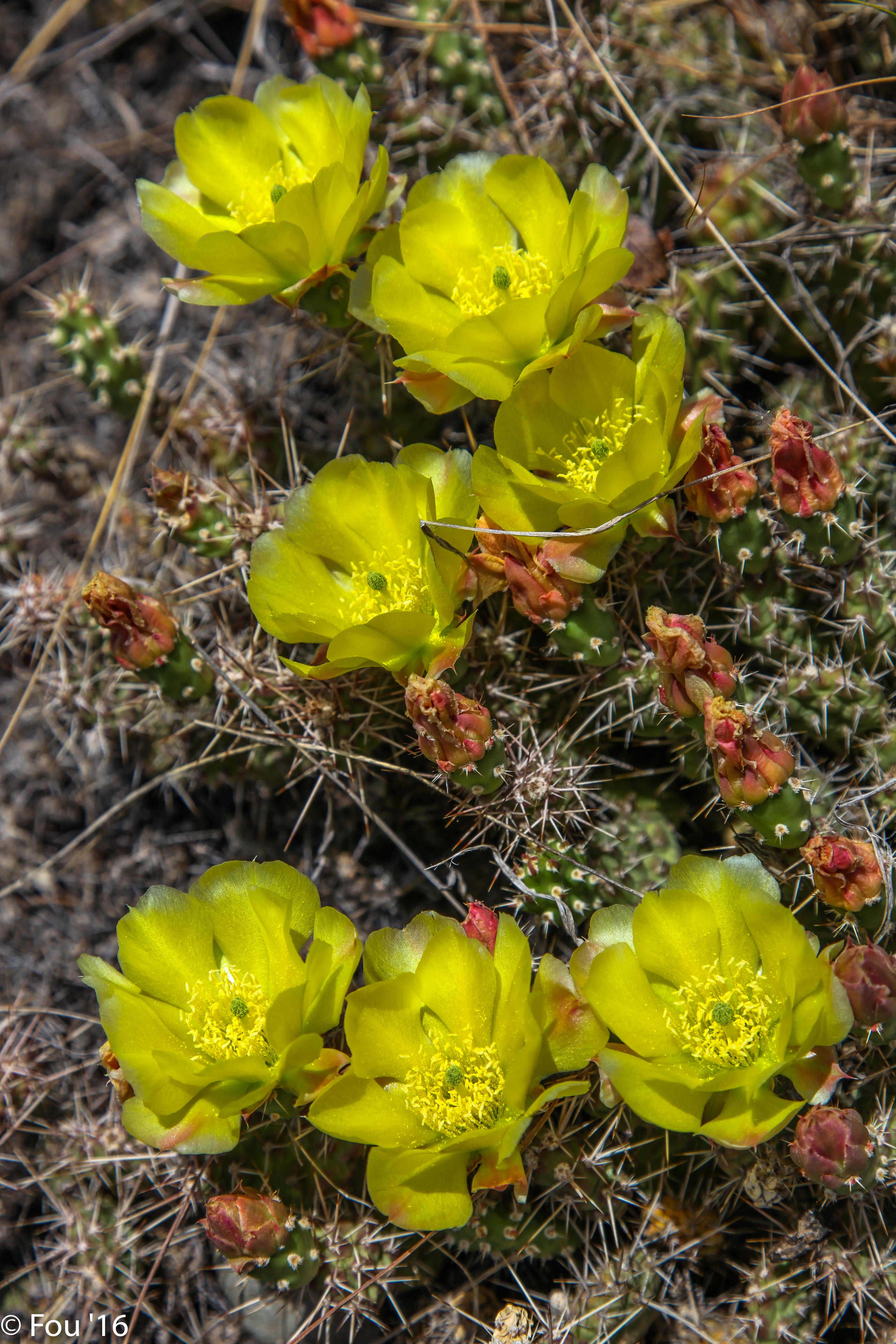
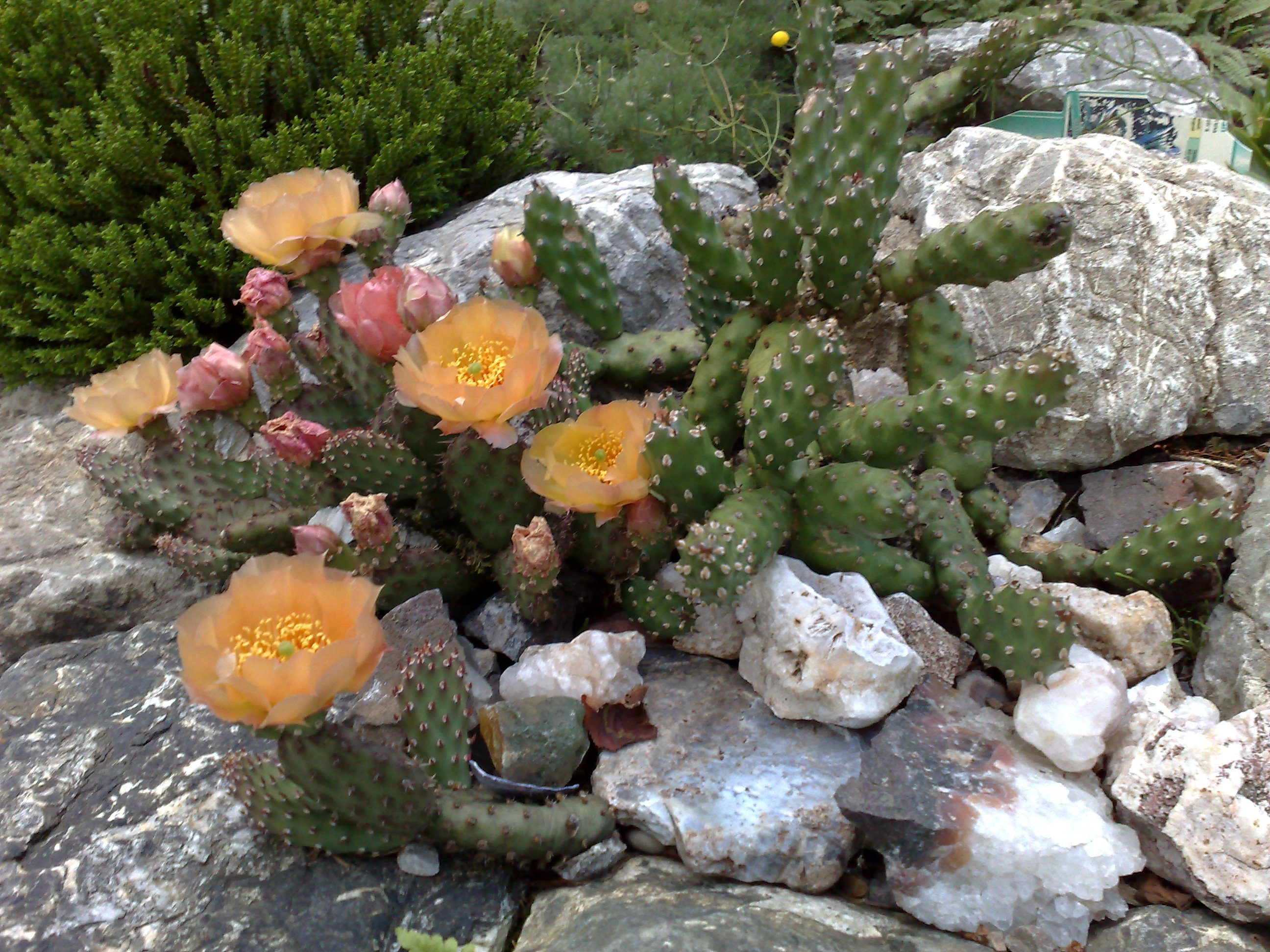
Opuntia fragilis var. denudata
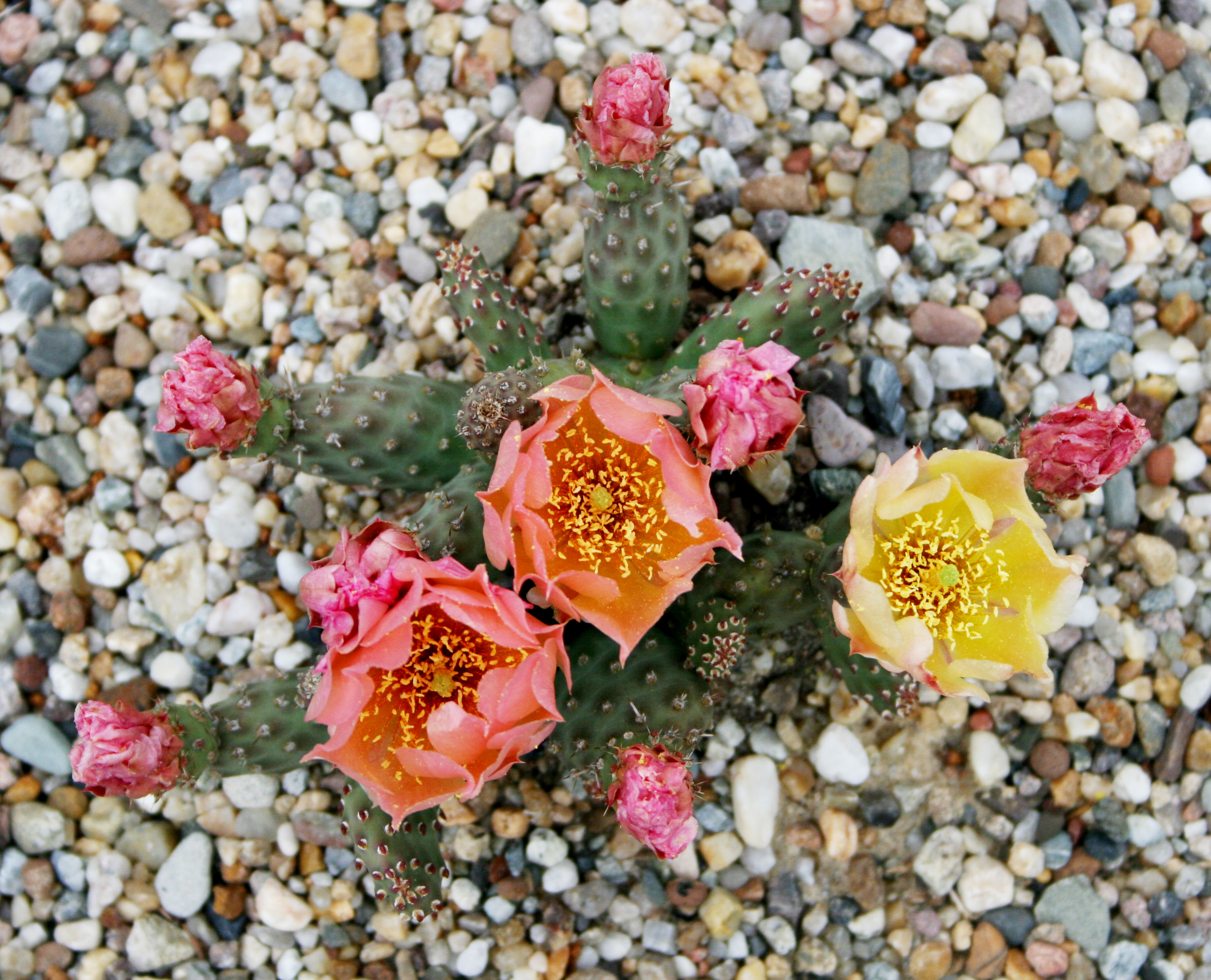
Opuntia fragilis var. denudata
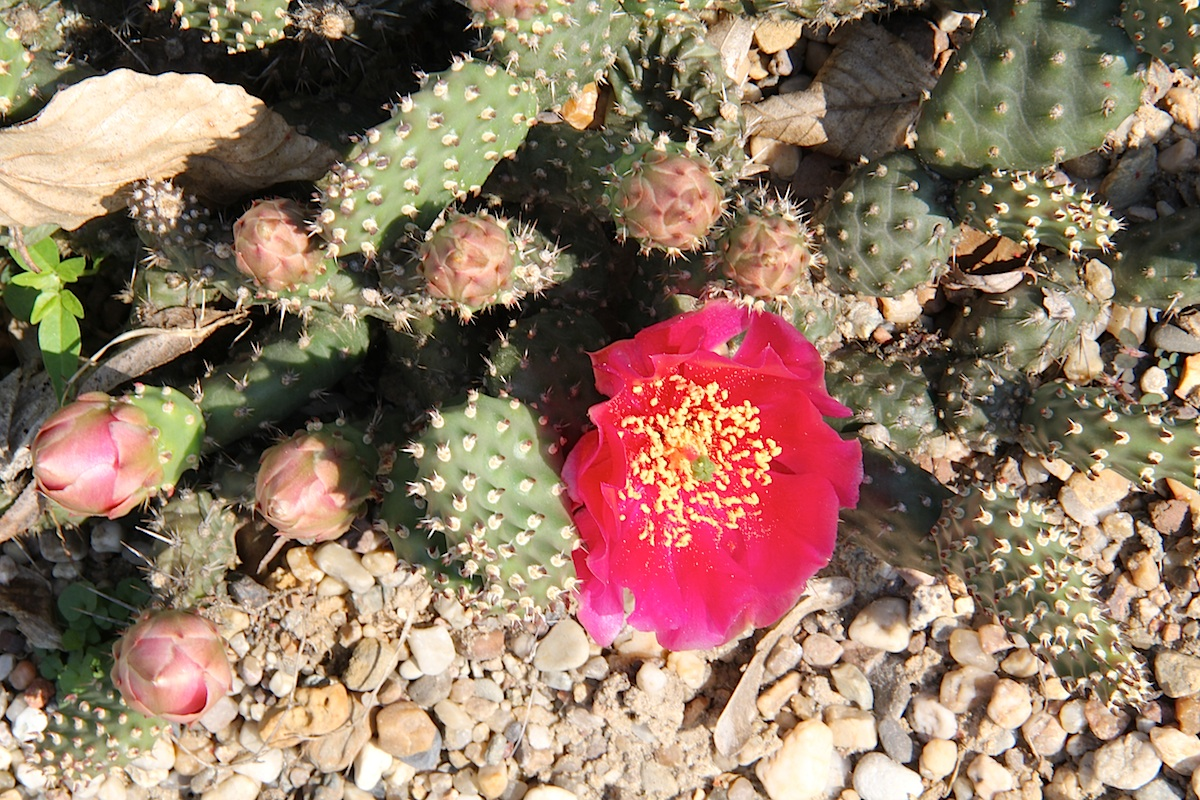
杂交品种